# ایالات متحده آمریکا در برابر ویندزر

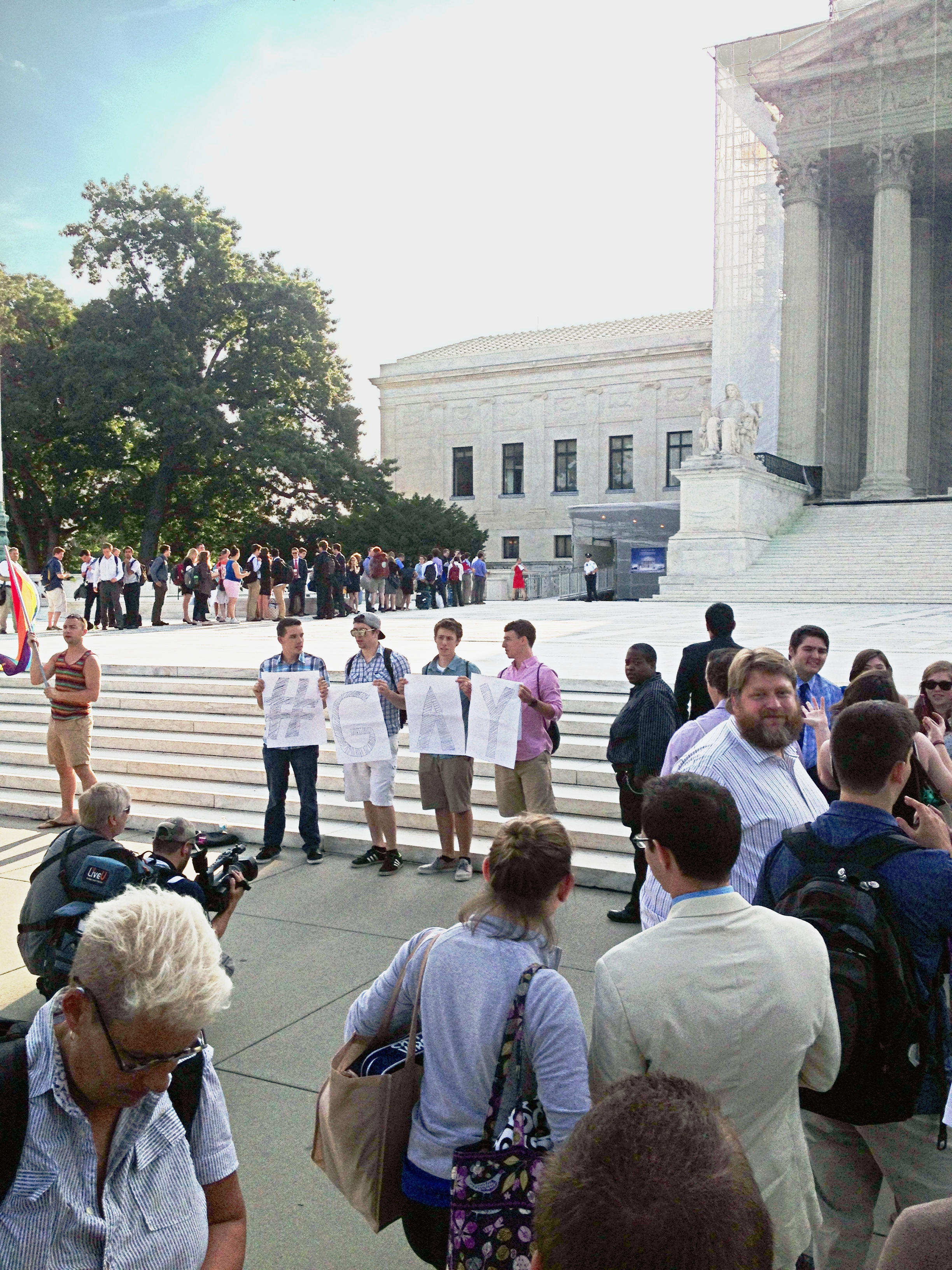
عکس پله‌های ساختمان دیوان عالی ایالات متحده آمریکا در صبح روز ۲۶ ژوئن ۲۰۱۳، ساعاتی قبل از لغو قانون دفاع از ازدواج توسط دادگاه. افرادی در صف ورود به دیوان عالی ایالات متحده آمریکا و همچنین افرادی هستند که از انحلال نهایی حمایت می کنند.

ایالات متحده در برابر ویندزر (به انگلیسی: United States v. Windsor)، 570 U.S.  ___ (۲۰۱۳) یک پرونده تاریخی در دادگاه عالی آمریکا است که به موجب آن دیوان عالی ایالات متحده آمریکا تصویب کرد که محدود کردن تفسیر واژه‌های «همسر» و «ازدواج» در مقاصد فدرال (به مانند مالیات) به فقط زوج‌های دگرجنس‌گرا که در قانون دفاع از ازدواج (Defenace of marriage Act, DOMA) تعریف شده‌بود، بر خلاف متمم پنجم قانون اساسی ایالات متحده آمریکا است.

## پیشینه
ادیت ویدزر و ثی اسپیر (به انگلیسی: Edith Windsor and Thea Spyer) یک زوج همجنس‌گرا که در ایالت نیویورک زندگی می‌کردند و به طور قانونی در انتاریو در سال ۲۰۰۷ ازدواج کردند. اسپیر در سال ۲۰۰۹ درگذشت و تمام زندگی‌اش را برای ویدزر گذاشت. به طبق قوانین فدرال مالیات بر ارث اگر ازدواج این دو به رسمیت شناخته می‌شد آنها نیاز نبود هزینه‌ای بپردازند اما چون ازدواج طبق بند سوم DOMA بین یک زوج دگرجنس‌گرا تعریف شده‌بود ویدزر نیاز بود تا ۳۶۳٬۰۵۳ دلار به عنوان مالیات بپردازد.

## روند
در ۹ نوامبر ۲۰۱۰ یک پرونده قانونی علیه این بند از قانون در دادگاه ناحیه‌ای بخش جنوب نیویورک ایجاد شد در ۲۳ فوریه ۲۰۱۳ وکیل عمومی فدرال اریک هولدر موافقت کرد که این بند قانون قانون اساسی ایالات متحده آمریکا نقض می‌کند و اعلام کرد از آن در دادگاه دفاع نخواهد کرد در ۱۸ آوریل ۲۰۱۱ پل کلمنت اعلام کرد که از قانون دوما دفاع خواهد کرد و در ۶ ژوئن ۲۰۱۲ قاضی بارابا اس. جونز قضاوت کرد که این بند از قانون متمم پنجم قانون اساسی را نقض کرده و این مالیات باید به بیوه بازگردانده شود. دادگاه استیناف حوزه دوم ایالات متحده آمریکا در ۱۸ اکتبر ۲۰۱۲ تصمیم را تایید کرد
وزارت دادگستری ایالات متحده آمریکا در دسامبر ۲۰۱۲ از این تصمیم به دیوان عالی ایالات متحده آمریکا شکایت کردند. در ۲۷ مارس ۲۰۱۳ دادگاه عالی آمریکا بحث شفاهی در این زمینه داشت و در ۲۶ ژوئن ۲۰۱۳ در یک تصمیم ۵-۴ اعلام کرد که بند سوم دوما به عنوان نقض آزادی‌های شخصی افراد که طبق متمم پنجم قانون اساسی آمریکا تضمین شده‌است را نقض می‌کند.: 25 
در همان روز دادگاه در یک تصمیم ۵-۴ در پرونده هولینگورث در برابر پری (پرونده مرتبط به پیشنهادی کالیفرنیا ۸) اعلام کرد که پرونده فاقد شاکی علیه مناسب است و برای همین تصمیم دادگاه ناحیه‌ای تائید شده و ازدواج همجنس‌گرایان در کالیفرنیا آزاد اعلام شد.

## تصمیمات ناشی از این پرونده
در سپتامبر ۲۰۱۳ در نیوجرسی یک قاضی ایالتی به استناد این پرونده اعلام کرد عدم اجازه ازدواج به همجنس‌گرایان مخالف قانون اساسی آمریکاست. فرماندار کریس کریستی اعتراض خود را به این تصمیم در اکتبر ۲۰۱۳ پس گرفت به خاطر آنکه دادگاه ایالتی به وی گفته بود که اعتراض وی را رد خواهد کرد و با این تصمیم نیوجرسی چهاردهمین ایالت در آمریکا شد که ازدواج همجنس‌گرایان را قانونی می‌کند.